# Summer World University Games 2025/Teilnehmer (Indien)
| Gelbes Symbol für Goldmedaillen mit stilisierten Olympischen Ringen | Graues Symbol für Silbermedaillen mit stilisierten Olympischen Ringen | Braundes Symbol für Bronzemedaillen mit stilisierten Olympischen Ringen |
| ------------------------------------------------------------------- | --------------------------------------------------------------------- | ----------------------------------------------------------------------- |
| 2                                                                   | 5                                                                     | 5                                                                       |

Indien nahm an den Summer World University Games 2025 vom 16. bis zum 27. Juli mit 331 Athleten (181 Männer und 150 Frauen) teil.

## Medaillen

### Medaillenspiegel
| Rang   | Sportart       | Gold | Silber | Bronze | Gesamt |
| ------ | -------------- | ---- | ------ | ------ | ------ |
| 1      | Bogenschießen  | 2    | 2      | 1      | 5      |
| 2      | Leichtathletik | –    | 3      | 2      | 5      |
| 3      | Badminton      | –    | –      | 1      | 1      |
| 4      | Tennis         | –    | –      | 1      | 1      |
| Gesamt | Gesamt         | 2    | 5      | 5      | 12     |

### Medaillengewinner
| Name/n                                                                                                  | Sportart       | Wettkampf                       |
| --- | -------------- | ------------------------------- |
| Gold |                |                                 |
| Sahil Jadhav                                                                                            | Bogenschießen  | Compoundbogen Einzel Männer     |
| Kushal Dalal Avneet Kaur                                                                                | Bogenschießen  | Compoundbogen Mannschaft Mixed  |
| Silber                                                                                                  |                |                                 |
| Kushal Dalal Hritik Sharma Sahil Jadhav                                                                 | Bogenschießen  | Compoundbogen Mannschaft Männer |
| Parneet Kaur                                                                                            | Bogenschießen  | Compoundbogen Einzel Frauen     |
| Ankita Dhyani                                                                                           | Leichtathletik | 3000 m Hindernis                |
| Praveen Chithravel                                                                                      | Leichtathletik | Dreisprung                      |
| Seema                                                                                                   | Leichtathletik | 5000 m                          |
| Bronze                                                                                                  |                |                                 |
| Avneet Kaur Madhura Dhamangaonikar Parneet Kaur                                                         | Bogenschießen  | Compoundbogen Mannschaft Frauen |
| Lalu Bhoi Animesh Kujur Manikanta Hoblidhar Dondapati Mrutyam Jayaram                                   | Leichtathletik | 4 × 100 m Staffel               |
| Sejal Singh Munita Prajapati Mansi Negi Shalini Shalini Mahima Choudhary                                | Leichtathletik | 20 km Gehen Mannschaft          |
| Saneeth Dayanand Sathish Karunakaran Vaishnavi Khadkekar Tasnim Mir Devika Sihag Varshini Viswanath Sri | Badminton      | Mannschaft                      |
| Vaishnavi Adkar                                                                                         | Tennis         | Dameneinzel                     |

## Teilnehmer nach Sportarten

### Badminton
| Männer - Abinash Mohanty - Viraj Kuvale - Rohan Kumar - Darshan Pujari - Saneeth Dayanand - Sathish Karunakaran | Frauen - Vaishnavi Khadkekar - Alisha Khan - Aditi Bhatt - Devika Sihag - Tasnim Mir - Varshini Viswanath |

### Basketball

#### Basketball
| Männer - Anshuman Shekhawat - Yash Singh - Lokesh Sharma - Krishnapalsinh Gohil - Jeshua Pinto - Kirtiraj Chundawat - Arjun Yadav - Nathan Billa - Sangeeth Pandi - Anikesh Prashar - Mohammad Ishan - Suganthan Balakrishnan | Frauen - Thejasri Maheshkumar - Anju Anju - Sandra Francis - Riya Kunghadkar - Priyanka Behal - Prashitha Shetty - Sonal Mahala - Manvi Srivastava - Yashika Singhal - Sanjana Pinto - Jeevika Kumar - Akshaya Philip |

#### 3×3-Basketball
Männer
- Avinash Borus
- Kartik Murugan
- Vishvak Raja
- Mukesh Rajasekar

### Beachvolleyball
| Männer - Chetan Balbudhe - Abithan Senthilkumar | Frauen - Kanimozhi Lakshmanan - Gowshika Ravi |

### Bogenschießen
| Männer - Aryan Rana - Mrinal Chauhan - Vishnu Choudhary - Sahil Jadhav - Kushal Dalal - Hritik Sharma | Frauen - Aditi Jaiswal - Bhajan Kaur - Basanti Mahato - Madhura Dhamangaonkar - Parneet Kaur - Avneet Kaur |

### Fechten
| Männer - Lokesh Lokesh - Sufyan Sohil - Balram Joshi - Shankar Pandey - Abhinash Kangabam - Sathvik Manjunatha - Ajaysinh Chudasama - Harshil Sharma - Abhay Shinde - Chirag Nain - Dhruv Walia - Aditya Angal | Frauen - Mitva Chaudhari - Mumtaj Mumtaj - Tanuja Tanuja - Yashkeerat Hayer - Ashitha Stalinraj - Khushi Sameja - Somirin Rungsung - Kanagalakshmi Paranjothi - Rishika Khajuria - Aakhri Aakhri - Shreya Gupta - Jagmeet Kaur |

### Judo
| Männer - Harsh Sharma - Lucky Lucky - Mayank Kadian - Tushar Kumar - Varun Sharma - Sheetal Singh Ningthoujam - Yash Ghangas | Frauen - Rishita Kareliya - Shraddha Chopade - Rupanshi Rupanshi - Himanshi Tokas - Taibanganbi Khaidem - Ishroop Narang - Muskan Rathi |

### Leichtathletik
| Männer - Trilok Kumar - Abhishek Devkate - Kiran Matre - Gurindervir Singh - Manikanta Hoblidhar - Tejas Shirse - Rahil Vadakkepurath - Arjun Waskale - Animesh Kujur - Sachin Bohra - Sanjay Kumar - Gaurav Kumar - Rahul Rahul - Sunil Joliyа - Ranvir Singh - Abhishek Abhishek - Ruchit Mori - Dondapati Mrutyam Jayaram - Lalu Bhoi - Vishal Kayalvizhi - Jerome Panimaya - Balakrishna Balakrishna - Aswin Lakshmanan - Kiran Matre - Gagan Singh - Rijoy Jayasankar - Anu Kumar - Jashbir Nayak - Thowfeeq Noushad - Alex Thankachan - Abhimanyu Abhimanyu - Mohit Choudhary - Ankit Deshwal - Shubham Baliyan - Mohit Mohit - Arun Rathod - Gurdev Singh - Bharath Bijuraj - Shubham Baliyan - Mohit Choudhary - Ankit Deshwal - Mohit Mohit - Arun Rathod - Sahil Silwal - Sagar Sagar - David Solomon - Jeswin Johnson - Dev Kumar Meena - Reegan Ganesan - Samardeep Gill - Sawan Sawan - Praveen Chithravel - Mohammed Muhassin | Frauen - Angelsilvia Raja - Abinaya Rajarajan - Moumita Mondal - Kajal Kanawade - KM. Chanda - Sonia Sonia - Shalini Shalini - Mahima Choudhary - Mansi Negi - Sejal Singh - Munita Prajapati - Manju Yadav - Ankita Dhyani - Shreevarthani Kavitha - Deekshita Gowda - Sudheeksha Vadluri - Ancy Edappilly - Rashdeep Kaur - Rupal Rupal - Devyaniba Zala - Anakha Anila - Sanjana Singh - Seema - Amandeep Kaur - Sanya Yadav - Priya Priya - Rinkee Pawara - Svati Pal - Basanti Kumari - Jyoti Jyoti - Aarti Pawara - Tanya Chaudhary - Harshita Sehrawat - Tanushree Tanushree - Pooja Pooja - Pallavi Patil - Jyoti Jyoti - Basanti Kumari - Svati Pal - Aarti Pawara - Rinkee Pawara - Shakshi Sharma - Karishma Sanil - Ancy Edappilly - Moumita Mondal - Sindhushree Ganesha - Vanshika Ghanghas - Poorna Raorane - Shiksha Shiksha - Poorva Sawant - Sandra Babu |

### Rudern
| Männer - Pratik Gupta (Einer) - Ankit Ankit (Zweier ohne) - Vishal Vishal (Zweier ohne) - Prayas Prayas (Vierer ohne) - Mohit Kumar (Vierer ohne) - Raghav Saran (Vierer ohne) - Arvinder Singh (Vierer ohne) - Tejas Shankar Gade (Achter) - Rajat Kumar (Achter) - Gurpreet Singh (Achter) - Gurpreet Shah (Achter) - Sourbh Sourbh (Achter) - Ankit Ankit (Achter) - Rahul Rahul (Achter) - Priyanshpreet Singh (Achter) - Amandeep Singh (Achter) - Rushikesh Shelke (Mixed-Doppelvierer) - Rohit Bedwal (Mixed-Doppelvierer) | Frauen - Dhanshree Sangale (Einer) - Pooja Pooja (Vierer ohne Steuermann) - Jashanpreet Kaur (Vierer ohne Steuermann) - Avinash Kaur (Vierer ohne Steuermann) - Arunprit Kaur (Vierer ohne Steuermann) - Diksha Diksha (Mixed-Doppelvierer) - Pavitra Pavitra (Mixed-Doppelvierer) |

### Schwimmen
| Männer - Nithik Nathella - Benedicton Rohit Beniston - Harsh Saroha - Yadesh Mandey - Vidith Shiva - Srihari Nataraj - Jashua Durai - Shubhrant Patra - Shoan Ganguly - Manikanta Lakshmana - Aditya Dubey - Aneesh Gowda - Anurag Singh - Shivank Vishwanath - Dhyaan Mahesh | Frauen - Pratyasa Ray - Nilabjaa Ghosh - Nina Venkatesh - Naga Vasupalli - Divyanka Pradhan - Latiesha Mandanna - Shrungi Bandekar - Jedidah Ajithjeswanths - Anushka Patil - Bhavya Sachdeva - Ashmitha Chandra - Snigdha Ghosh - Rithvika Mittapalli |

### Taekwondo
| Männer - Armaan Yadav - Deepanshu Deepanshu - Himanshu Himanshu - Rohit Shokeen - Shubham Shubham - Satvinder Satvinder - Tanishq Pareek - Vinay Redhu - Yash Malinda - Aditya Jagarwal - Ehsaas Hota - Kunvardeep Singh - Shivam Shetty | Frauen - Anika Anika - Anushiya Premraj - Etisha Das - Geeta Yadav - Jyoti Yadav - Khinsan Wangsu - Mrunali Harnekar - Payal Payal - Rishita Dang - Ritu Yadav - Shanaz Parveen - Shivangi Chanambam - Twisha Kakadiya |

### Tennis
| Männer - Kabir Hans - Maan Kesharwani - Atharva Sharma - Theertha Macherla | Frauen - Saumya Ronde - Rutuparna Choudhury - Anjali Rathi - Vaishnavi Adkar |

### Tischtennis
| Männer - Harkunwar Singh - Ayaz Murad - Devarsh Vaghela - Chitwan Wadhwa | Frauen - Taneesha Kotecha - Suhana Saini - Pritha Vartikar - Sayali Wani |

### Volleyball
Frauen
- Chaithra Thachana
- Minalben Sohanbhai
- Sakshi Dubey
- Jeyapriya Muniyasamy
- Pavithra Rajeesh
- Tanu Rathi
- Anamika Palliyath
- Nithisha Murugan
- Reny Joseph
- Ananya Singh
- Suji Vijayan
- Ananthi Arasu